# Mourad Ben Cheikh
Pour les articles homonymes, voir Ben Cheikh.
Mourad Ben Cheikh, né le 29 janvier 1964 à Tunis, est un réalisateur tunisien.
Il vit et exerce ses activités professionnelles en Tunisie et en Italie.

## Biographie
Étudiant à l'Institut supérieur des beaux-arts de Tunis puis à l'université de Bologne (Italie), il y obtient un diplôme universitaire en disciplines des arts de la musique et du spectacle.
En 1998, il réalise quinze épisodes du magazine Fondeq el-ghalla et, de 1999 à 2001, des reportages sportifs pour Rai 3.
En 2002, il réalise divers spots publicitaires sur les marchés tunisien et algérien. En 2003, il réalise son premier court métrage, Le Pâtre des étoiles, pour lequel il obtient un prix aux Journées cinématographiques de Carthage (JCC).
En 2008, il réalise deux documentaires de 52 minutes sur l'islam en Afrique noire — le premier à Djenné au Mali, le deuxième à Bobo-Dioulasso au Burkina Faso pour Al Jazeera Documentary Channel (en) — et quatre documentaires de treize minutes sur l'enseignement de la langue arabe en Afrique noire.

## Filmographie

### Télévision
- 1998 : réalisation du magazine TV Fondeq el-ghalla (quinze épisodes), diffusé sur Canal+ Horizons en janvier 1999 ;
- 1999-2001 : reportages au sein du programme sportif SFIDE, diffusé sur Rai 3 (télévision publique italienne) ;
- 2013 : réalisation de la série Yawmiyat Imraa, diffusée sur la Télévision tunisienne 1 en 2013 (quinze épisodes).
- 2016-2017 : réalisation de la série Flashback, diffusée sur El Hiwar El Tounsi en 2016 (quinze épisodes) et sur Attessia TV en 2017 (vingt épisodes).

### Longs métrages
- 2024 : Asfour Jenna[1].

### Courts métrages
- 2003 : Le Pâtre des étoiles (JCC 2004 et plusieurs autres sélections) ;
- 2008 : Une Saison entre enfer et paradis (JCC 2008) ;

### Documentaires
- 1997 : réalisation des documentaires La memoria sognata et Il cinema dei paesi arabi, registi a confronto pour Filmwork production (Italie) ;
- 2004-2005 : série Histoire en Méditerranée ;
- 2007 : Mare Nostrum ;
- 2008 : Djenné (52’, Mali) et Bobo-Dioulasso (52’, Burkina Faso) ;
- 2011 : Plus jamais peur, présenté en séance spéciale au 64e Festival de Cannes et consacré à la révolution tunisienne.

## Prix et récompenses
- 2004 : Prix TV5 pour le meilleur scénario (à l'état de traitement) à l'atelier de projet des Journées cinématographiques de Carthage.